# Комгалл мак Домангарт
Комгалл мак Домангарт (гельською Comgall mac Domangart) — король Дал Ріада з 507 року.

## Біографія
Комгалл був сином короля Домангарта I. Ймовірно, саме в часи Комгалла територія Дал Ріада, що спочатку включала в себе лише Антрім і Кінтайр, розширилася, включивши в себе Ковал, назва якого, очевидно, сходить до імені короля, і, можливо, Арран.
Комгалла вважають родоначальником клану Кенел Комгалл (ірл. Cenél Comgaill), представники якого неодноразово займали престол Дав Ріад.
Точний рік смерті Комгалла невідомий. «Аннали Ульстера» повідомляють про його кончину в записах під 538, 542 і 545 роками, «Аннали Тігернаха» датують цю подію 537 роком. На престолі Дал Ріада Комгаллу успадковував його брат Габран.